# Amphoe Nong Ruea
Amphoe Nong Ruea (Thai: อำเภอ หนองเรือ) ist ein Landkreis (Amphoe – Verwaltungs-Distrikt) in der Provinz Khon Kaen. Die Provinz Khon Kaen liegt in der Nordostregion von Thailand, dem so genannten Isan.

## Geographie
Benachbarte Landkreise (von Westen im Uhrzeigersinn): die Amphoe Chum Phae, Phu Wiang, Ubolratana, Ban Fang und Mancha Khiri in der Provinz Khon Kaen sowie Amphoe Ban Thaen in der Chaiyaphum Provinz.

## Geschichte
Nong Ruea wurde 1959 zunächst als „Zweigkreis“ (King Amphoe) eingerichtet, indem er vom Amphoe Mueang Khon Kaen abgetrennt wurde. Am 31. Januar 1963 bekam Nong Rua den vollen Amphoe-Status.

## Verwaltung

### Provinzverwaltung
Der Landkreis Nong Ruea ist in zehn Tambon („Unterbezirke“ oder „Gemeinden“) eingeteilt, die sich weiter in 149 Muban („Dörfer“) unterteilen.
| Nr.  | Name      | Thai     | Muban | Einw.  |
| ---- | --------- | -------- | ----- | ------ |
| 01.  | Nong Ruea | หนองเรือ  | 13    | 11.177 |
| 02.  | Ban Meng  | บ้านเม็ง   | 0-    | 11.815 |
| 03.  | Ban Kong  | บ้านกง    | 0-    | 06.977 |
| 04.  | Yang Kham | ยางคำ    | 0-    | 09.448 |
| 05.  | Chorakhe  | จระเข้    | 0-    | 08.019 |
| 06.  | Non Thong | โนนทอง   | 21    | 11.947 |
| 07.  | Kut Kwang | กุดกว้าง   | 21    | 09.960 |
| 08.  | Non Than  | โนนทัน    | 14    | 08.944 |
| 09.  | Non Sa-at | โนนสะอาด | 15    | 09.247 |
| 010. | Ban Phue  | บ้านผือ    | 10    | 05.888 |

Hinweis: Die Daten der Muban liegen zum Teil noch nicht vor.

### Lokalverwaltung
Es gibt acht Kommunen mit „Kleinstadt“-Status (Thesaban Tambon) im Landkreis:
- Yang Kham (Thai: เทศบาลตำบลยางคำ) umfasst den gesamten Tambon Yang Kham.
- Non Thong (Thai: เทศบาลตำบลโนนทอง) umfasst den gesamten Tambon Non Thong.
- Kut Kwang (Thai: เทศบาลตำบลกุดกว้าง) besteht aus Teilen des Tambon Kut Kwang.
- Non Sa-at (Thai: เทศบาลตำบลโนนสะอาด) besteht aus Teilen des Tambon Non Sa-at.
- Ban Phue (Thai: เทศบาลตำบลบ้านผือ) umfasst den gesamten Tambon Ban Phue.
- Don Mong (Thai: เทศบาลตำบลดอนโมง) umfasst Teile der Tambon Bang Kong und Chorakhe.
- Nong Kae (Thai: เทศบาลตำบลหนองแก) besteht aus weiteren Teilen der Tambon Kut Kwang und Non Sa-at.
- Nong Ruea (Thai: เทศบาลตำบลหนองเรือ) umfasst Teile des Tambon Nong Ruea.

Außerdem gibt es fünf „Tambon-Verwaltungsorganisationen“ (องค์การบริหารส่วนตำบล – Tambon Administrative Organizations, TAO):
- Nong Ruea (Thai: องค์การบริหารส่วนตำบลหนองเรือ)
- Ban Meng (Thai: องค์การบริหารส่วนตำบลบ้านเม็ง)
- Ban Kong (Thai: องค์การบริหารส่วนตำบลบ้านกง)
- Chorakhe (Thai: องค์การบริหารส่วนตำบลจระเข้)
- Non Than (Thai: องค์การบริหารส่วนตำบลโนนทัน)